# Yu Fengtong
Yu Fengtong (chiń. 于凤桐; ur. 15 grudnia 1984 w Yichun) – chiński łyżwiarz szybki, brązowy medalista mistrzostw świata oraz trzykrotny zdobywca Pucharu Świata.

## Kariera
Swój jedyny medal na arenie międzynarodowej Yu Fengtong wywalczył w 2009 roku, zajmując trzecie miejsce w biegu na 500 m podczas dystansowych mistrzostw świata w Richmond. W zawodach tych wyprzedzili go jedynie dwaj reprezentanci Korei Południowej: Lee Kang-seok i Lee Kyu-hyeok. Na tym samym dystansie zajął też piąte miejsce na mistrzostwach świata w Inzell w 2005 roku oraz rozgrywanych rok później igrzyskach olimpijskich w Turynie. Wystąpił również na igrzyskach olimpijskich w Vancouver w 2010 roku, gdzie był siódmy, oraz na igrzyskach w Salt Lake City w 2002 roku, zajmując 34. miejsce. Kilkakrotnie brał udział w sprinterskich mistrzostwach świata, najlepszy wynik osiągając na mistrzostwach świata w wieloboju sprinterskim w Moskwie w 2009 roku, gdzie był jedenasty. Wielokrotnie stawał na podium zawodów Pucharu Świata, odnosząc przy tym jedenaście zwycięstw. W sezonach 2003/2004 i 2004/2005 zwyciężał w klasyfikacji końcowej 100 m, a w sezonie 2008/2009 był drugi za Japończykiem Yūyą Oikawą. Ponadto w sezonie 2008/2009 zwyciężył w klasyfikacji 500 m.